# Hans Winterstein (Architekt)
Hans Winterstein (* 24. Juni 1864 in Höxter; † 6. März 1946 in Berlin) war ein deutscher Architekt, Hochschullehrer und kommunaler Baubeamter.

## Leben

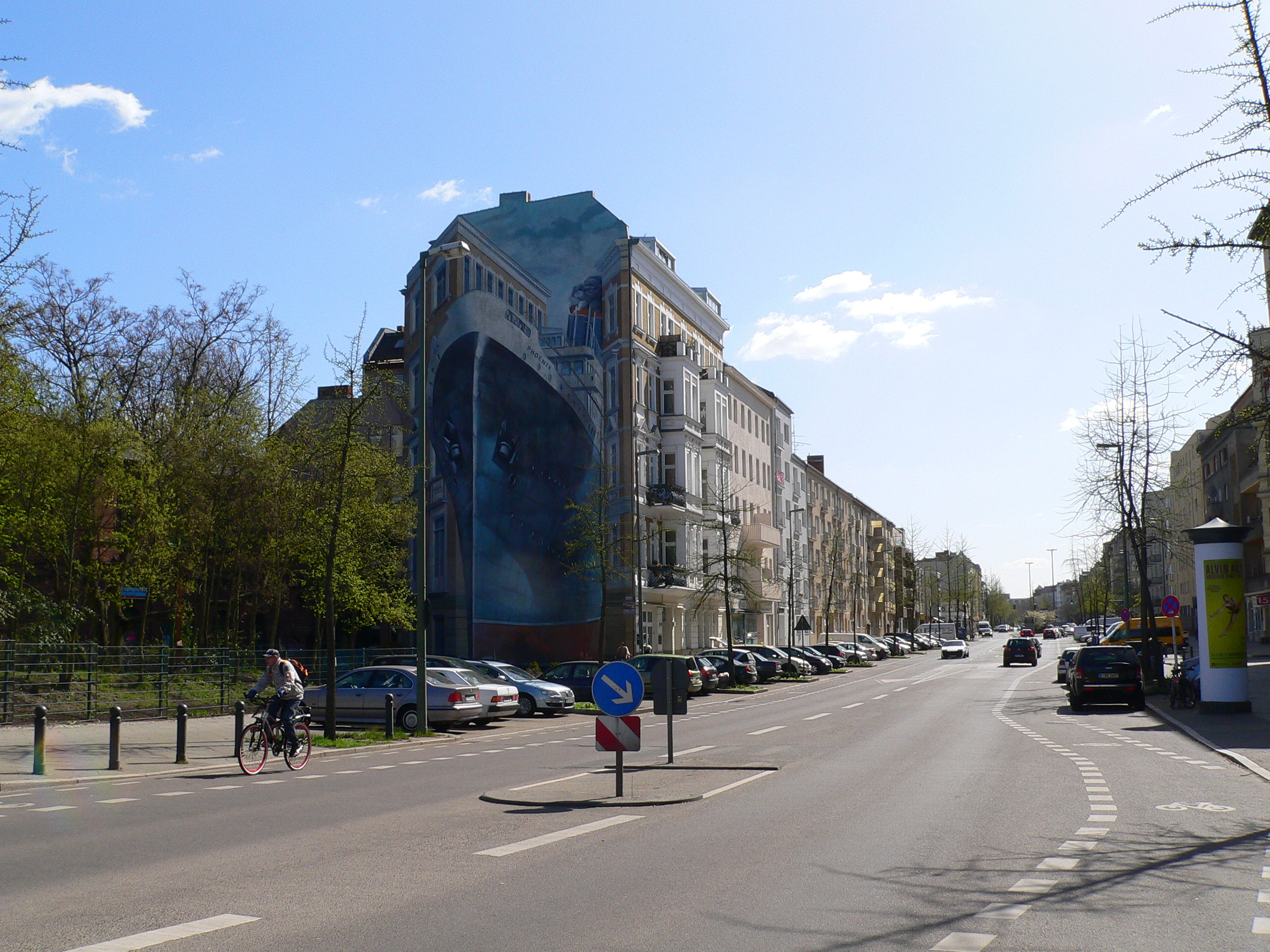
Wintersteinstraße in Charlottenburg

Winterstein studierte Architektur an der Technischen Hochschule Charlottenburg und promovierte dort auch.
Er arbeitete als freier Architekt in Berlin, Stadtbauinspektor, später als Magistratsbaurat und ab 1920 als Stadtbaurat und Oberbaurat in der bis 1920 selbstständigen Stadt Charlottenburg und lehrte als außerordentlicher Professor an der Technischen Hochschule Charlottenburg. Er unterrichtete ebenfalls an der Realschule in Charlottenburg und an der Herderschule (Reformrealgymnasium).
Im heutigen Bezirk Charlottenburg-Wilmersdorf wurde 1950 die Wintersteinstraße nach ihm benannt.

## Werk
Bauten
- 1902–1903: Realschule (spätere Hindenburg-Realschule bzw. Mozart-Schule) in Berlin-Charlottenburg, Guerickestraße 32 (1943 kriegszerstört)[1]
- 1907–1909: Reform-Realgymnasium Herderschule in Berlin-Charlottenburg-Westend, Bayernallee 4 (1945 zerstört)[1]
- 1908–1909 und 1928–1929: Obdachlosenasyl, Aufnahmehaus (heute Haus 1) und Unterkunft (heute Haus 4), in Berlin-Charlottenburg, Sophie-Charlotten-Straße 113 (unter Denkmalschutz)[6]
- 1914–1916 und 1919–1920: 35. Gemeindeschule in Berlin-Charlottenburg, Kamminer Straße 17 (gemeinsam mit Rudolf Walter) (unter Denkmalschutz)[7]
- 1914 und 1919–1922: Sophie-Charlotte-Schule in Berlin-Charlottenburg, Schustehrusstraße 43 (unter Denkmalschutz)[8][9]
- 1918–1920: Wohnbebauung Sömmeringstraße 20/22 in Berlin-Charlottenburg (gemeinsam mit Paul Weingärtner; unter Denkmalschutz)[10]
- 1922–1923: Freibadeanstalt im Volkspark Jungfernheide in Berlin-Charlottenburg, Jungfernheideweg 60[3]
- 1923: Theaterkassen-Kiosk in Berlin-Charlottenburg, Rankestraße (vor Haus Nr. 1; unter Denkmalschutz)[11]
- 1927–1929: Westend-Schule mit Direktoren-Wohnhaus in Berlin-Charlottenburg, Westendallee 45/46 (unter Denkmalschutz)[12]

Schriften
- Der Gesetzentwurf für das öffentliche Verdingungswesen. In: Deutsche Bauzeitung, 50. Jahrgang 1916, Nr. 45 (vom 3. Juni 1916), S. 233 (und später).
- mit Paul Bonatz, Karl Elkart, Ludwig Hoffmann, Fritz Schumacher: Zum Wettbewerb für einen Bebauungsplan des Messegeländes in Berlin. In: Die Bauwelt, Jahrgang 1926, Heft 17, S. 82–83.
- Bau von Krankenhäusern In: Handbücherei für das gesamte Krankenhauswesen Bd. 1. Berlin 1930, S. 1–254.